# Liste des monuments nationaux de l'Antioquia
Cet article liste les monuments nationaux du département de l'Antioquia, en Colombie. Au 27 septembre 2018, 125 monuments nationaux étaient recensés.

## Patrimoine matériel
| Code national | Monument                                                                                         | Municipalité(s)                                                                          | Adresse | Coordonnées                        | Date      | Illustration                                                                                |
| ------------- | ------------------------------------------------------------------------------------------------ | ---------------------------------------------------------------------------------------- | --- | ---------------------------------- | --------- | ------------------------------------------------------------------------------------------- |
|               | Collection de 479 œuvres d'art données par Fernando Botero à des musées en Colombie              | Visible sur 3 départements : • Medellín (ANT) • Carthagène des Indes (BOL) • Bogota (DC) | Musée national de Colombie et Musée Botero à Bogotá, Musée d'Antioquia à Medellín, District touristique, historique et culturel de Carthagène des Indes | à géolocaliser                     | 2012      | Image manquante Téléverser                                                                  |
|               | Centre historique d'Abejorral                                                                    | Abejorral                                                                                | | à géolocaliser                     | 2002      | Image manquante Téléverser                                                                  |
|               | Gare ferroviaire de Minas                                                                        | Amagá                                                                                    | | à géolocaliser                     | 1996      | Gare ferroviaire de Minas                                                                   |
|               | Gare ferroviaire de Quiebra                                                                      | Amagá                                                                                    | | à géolocaliser                     | 1996      | Image manquante Téléverser                                                                  |
|               | Gare ferroviaire de Salinas                                                                      | Amagá                                                                                    | | à géolocaliser                     | 1996      | Image manquante Téléverser                                                                  |
|               | Gare ferroviaire de Camilo Restrepo                                                              | Amagá                                                                                    | | à géolocaliser                     | 1996      | Gare ferroviaire de Camilo Restrepo                                                         |
|               | Antigua Ferrería de Amagá                                                                        | Amagá                                                                                    | | à géolocaliser                     | 1998      | Image manquante Téléverser                                                                  |
|               | Gare ferroviaire de Nicanor Restrepo                                                             | Amagá                                                                                    | | à géolocaliser                     | 1996      | Image manquante Téléverser                                                                  |
|               | Estación del Ferrocarril Piedecuesta-Amagá                                                       | Amagá, Piedecuesta                                                                       | | à géolocaliser                     | 1996      | Estación del Ferrocarril Piedecuesta-Amagá                                                  |
|               | Gare ferroviaire d'Angelópolis                                                                   | Angelópolis                                                                              | | à géolocaliser                     | 1996      | Gare ferroviaire d'Angelópolis                                                              |
|               | Temple paroissial Notre-Dame-de-Chiquinquirá                                                     | Angostura                                                                                | | à géolocaliser                     | 2001      | Image manquante Téléverser                                                                  |
|               | Gare ferroviaire de Barbosa                                                                      | Barbosa                                                                                  | | à géolocaliser                     | 1996      | Gare ferroviaire de Barbosa                                                                 |
|               | Gare ferroviaire d'El Hatillo                                                                    | Barbosa                                                                                  | | à géolocaliser                     | 1996      | Gare ferroviaire d'El Hatillo                                                               |
|               | Gare ferroviaire d'Isaza                                                                         | Barbosa                                                                                  | Monument détruit | 6° 26′ 00″ nord, 75° 22′ 00″ ouest | 1996      | Gare ferroviaire d'Isaza                                                                    |
|               | Gare ferroviaire de Popalito                                                                     | Barbosa                                                                                  | | 6° 30′ nord, 75° 18′ ouest         | 1996      | Gare ferroviaire de Popalito                                                                |
|               | Temple paroissial de Hatoviejo                                                                   | Bello                                                                                    | | 6° 20′ 04″ nord, 75° 33′ 30″ ouest | 1960      | Temple paroissial de Hatoviejo                                                              |
|               | Gare ferroviaire de Bello                                                                        | Bello                                                                                    | | à géolocaliser                     | 1996      | Gare ferroviaire de Bello                                                                   |
|               | Gare ferroviaire de Caldas                                                                       | Caldas                                                                                   | | à géolocaliser                     | 1996      | Gare ferroviaire de Caldas                                                                  |
|               | Gare ferroviaire de Caracolí                                                                     | Caracolí                                                                                 | | à géolocaliser                     | 1996      | Image manquante Téléverser                                                                  |
|               | Gare ferroviaire de F. Gómez                                                                     | Caracolí                                                                                 | | à géolocaliser                     | 1996      | Image manquante Téléverser                                                                  |
|               | Gare ferroviaire de Cisneros                                                                     | Cisneros                                                                                 | | à géolocaliser                     | 1996      | Gare ferroviaire de Cisneros                                                                |
|               | Gare ferroviaire d'El Limón                                                                      | Cisneros                                                                                 | | à géolocaliser                     | 1996      | Gare ferroviaire d'El Limón                                                                 |
|               | Estación del Ferrocarril El Limón (Antiguas Bodegas)                                             | Cisneros                                                                                 | | à géolocaliser                     | 1996      | Estación del Ferrocarril El Limón (Antiguas Bodegas)                                        |
|               | Estación del Ferrocarril El Limón (Antiguo Hotel de El Limón)                                    | Cisneros                                                                                 | | à géolocaliser                     | 1996      | Estación del Ferrocarril El Limón (Antiguo Hotel de El Limón)                               |
|               | Estación del Ferrocarril El Limón (Casa de Ingenieros El Limón)                                  | Cisneros                                                                                 | | à géolocaliser                     | 1996      | Image manquante Téléverser                                                                  |
|               | Centre historique de Concepción                                                                  | Concepción                                                                               | | à géolocaliser                     | 1999      | Centre historique de Concepción                                                             |
|               | Gare ferroviaire de Copacabana                                                                   | Copacabana                                                                               | | à géolocaliser                     | 1996      | Gare ferroviaire de Copacabana                                                              |
|               | Maison natale de Luis López de Mesa                                                              | Don Matías                                                                               | | à géolocaliser                     | 1984      | Maison natale de Luis López de Mesa                                                         |
|               | Maison-musée Débora Arango Pérez                                                                 | Envigado                                                                                 | | à géolocaliser                     | 2008      | Maison-musée Débora Arango Pérez                                                            |
|               | Maison-musée Fernando González                                                                   | Envigado                                                                                 | | à géolocaliser                     | 2006      | Image manquante Téléverser                                                                  |
|               | École Fernando González                                                                          | Envigado                                                                                 | | à géolocaliser                     | 1995      | École Fernando González                                                                     |
|               | Gare ferroviaire d'Envigado                                                                      | Envigado                                                                                 | | à géolocaliser                     | 1996      | Gare ferroviaire d'Envigado                                                                 |
|               | Gare ferroviaire de Fredonia                                                                     | Fredonia                                                                                 | | 5° 59′ 00″ nord, 75° 41′ 00″ ouest | 1996      | Image manquante Téléverser                                                                  |
|               | Gare ferroviaire de Jonás                                                                        | Fredonia                                                                                 | | à géolocaliser                     | 1996      | Gare ferroviaire de Jonás                                                                   |
|               | Gare ferroviaire de Palomos                                                                      | Fredonia, Los Palomos                                                                    | | à géolocaliser                     | 1996      | Image manquante Téléverser                                                                  |
|               | Gare ferroviaire de Girardota                                                                    | Girardota                                                                                | | à géolocaliser                     | 1996      | Gare ferroviaire de Girardota                                                               |
|               | Gare ferroviaire d'Itagüí                                                                        | Itagüí                                                                                   | | à géolocaliser                     | 1996      | Gare ferroviaire d'Itagüí                                                                   |
|               | Ensemble de la Plaza Principal du Municipio el Jardín                                            | Jardín                                                                                   | | à géolocaliser                     | 1985      | Ensemble de la Plaza Principal du Municipio el Jardín                                       |
|               | Gare ferroviaire de Jericó                                                                       | Jericó                                                                                   | | 5° 51′ 00″ nord, 75° 44′ 00″ ouest | 1996      | Image manquante Téléverser                                                                  |
|               | Hacienda La Botero                                                                               | Jericó                                                                                   | | à géolocaliser                     | 2002      | Image manquante Téléverser                                                                  |
|               | Centre historique de Jericó                                                                      | Jericó                                                                                   | | à géolocaliser                     | 2018      | Image manquante Téléverser                                                                  |
|               | Chapelle Notre-Dame-de-Chiquinquirá                                                              | La Ceja                                                                                  | | à géolocaliser                     | 1995      | Chapelle Notre-Dame-de-Chiquinquirá                                                         |
|               | Colección de Obra Mueble de la Capilla de Nuestra Señora de Chiquinquirá                         | La Ceja                                                                                  | | à géolocaliser                     | 1995      | Image manquante Téléverser                                                                  |
|               | Gare ferroviaire d'Ancón                                                                         | La Estrella                                                                              | | 6° 23′ 00″ nord, 75° 30′ 00″ ouest | 1996      | Image manquante Téléverser                                                                  |
|               | Gare ferroviaire de La Tablaza                                                                   | La Estrella                                                                              | | à géolocaliser                     | 1996      | Gare ferroviaire de La Tablaza                                                              |
|               | Vieux quartier de Marinilla                                                                      | Marinilla                                                                                | | à géolocaliser                     | 1963      | Vieux quartier de Marinilla                                                                 |
|               | Aéroport Enrique Olaya Herrera (en)                                                              | Medellín                                                                                 | | 6° 13′ 11″ nord, 75° 35′ 25″ ouest | 1995      | Aéroport Enrique Olaya Herrera (en)                                                         |
|               | Campus de l'université d'Antioquia                                                               | Medellín                                                                                 | Calle 67 n° 53-108 | 6° 16′ 03″ nord, 75° 34′ 06″ ouest | 2013      | Image manquante Téléverser                                                                  |
|               | Maison-musée Pedro Nel Gómez                                                                     | Medellín                                                                                 | | à géolocaliser                     | 2004      | Maison-musée Pedro Nel Gómez                                                                |
|               | Casa Natal del prócer de la Independencia Francisco Antonio Zea                                  | Medellín                                                                                 | | à géolocaliser                     | 1954      | Casa Natal del prócer de la Independencia Francisco Antonio Zea                             |
|               | Cathédrale de Villanueva                                                                         | Medellín                                                                                 | | 6° 15′ 14″ nord, 75° 33′ 50″ ouest | 2004      | Cathédrale de Villanueva                                                                    |
|               | Cimetière de San Lorenzo                                                                         | Medellín                                                                                 | | à géolocaliser                     | 2001      | Cimetière de San Lorenzo                                                                    |
|               | Cimetière de San Pedro (es)                                                                      | Medellín                                                                                 | | à géolocaliser                     | 1999      | Cimetière de San Pedro (es)                                                                 |
|               | Colección de obras de autoría de Débora Arango de propiedad del Museo de Arte Modeno de Medellín | Medellín                                                                                 | | à géolocaliser                     | 2004      | Image manquante Téléverser                                                                  |
|               | Parc naturel Cerro El Volador                                                                    | Medellín                                                                                 | | 6° 16′ 00″ nord, 75° 35′ 00″ ouest | 1998      | Parc naturel Cerro El Volador                                                               |
|               | Édifice San Ignacio Siège principal de l'université d'Antioquia                                  | Medellín                                                                                 | Carrera 44 n° 48 – 58 | à géolocaliser                     | 2013      | Image manquante Téléverser                                                                  |
|               | Édifice Carré                                                                                    | Medellín                                                                                 | | à géolocaliser                     | 2000      | Édifice Carré                                                                               |
|               | Édifice Vásquez                                                                                  | Medellín                                                                                 | | à géolocaliser                     | 2000      | Édifice Vásquez                                                                             |
|               | Église de Jesús Nazareno                                                                         | Medellín                                                                                 | | à géolocaliser                     | 2000      | Église de Jesús Nazareno                                                                    |
|               | Gare ferroviaire d'El Bosque                                                                     | Medellín                                                                                 | | à géolocaliser                     | 1996      | Gare ferroviaire d'El Bosque                                                                |
|               | Gare ferroviaire de Medellín-Cisneros                                                            | Medellín                                                                                 | | à géolocaliser                     | 1996      | Gare ferroviaire de Medellín-Cisneros                                                       |
|               | Gare ferroviaire de Villa                                                                        | Medellín                                                                                 | | à géolocaliser                     | 1996      | Image manquante Téléverser                                                                  |
|               | Hôpital universitaire San Vicente de Paúl                                                        | Medellín                                                                                 | | 6° 15′ 46″ nord, 75° 33′ 55″ ouest | 1996      | Hôpital universitaire San Vicente de Paúl                                                   |
|               | Église de la Veracruz (es)                                                                       | Medellín                                                                                 | | à géolocaliser                     | 2004      | Église de la Veracruz (es)                                                                  |
|               | Basilique mineure de Notre-Dame de la Candelaria (es)                                            | Medellín                                                                                 | | à géolocaliser                     | 1998      | Basilique mineure de Notre-Dame de la Candelaria (es)                                       |
|               | Église Nuestra Señora de los Dolores (es)                                                        | Medellín                                                                                 | | à géolocaliser                     | 2000      | Église Nuestra Señora de los Dolores (es)                                                   |
|               | Église de San Ignacio                                                                            | Medellín                                                                                 | | à géolocaliser                     | 2013      | Image manquante Téléverser                                                                  |
|               | Cloître San Ignacio                                                                              | Medellín                                                                                 | | à géolocaliser                     | 2013      | Image manquante Téléverser                                                                  |
|               | Palais des Beaux-Arts (es)                                                                       | Medellín                                                                                 | | à géolocaliser                     | 1996      | Palais des Beaux-Arts (es)                                                                  |
|               | Palais de la culture Rafael Uribe Uribe                                                          | Medellín                                                                                 | | à géolocaliser                     | 2005      | Palais de la culture Rafael Uribe Uribe                                                     |
|               | Palais municipal de Medellín Musée d'Antioquia                                                   | Medellín                                                                                 | | à géolocaliser                     | 1995      | Palais municipal de MedellínMusée d'Antioquia                                               |
|               | Place de San Ignacio                                                                             | Medellín                                                                                 | | à géolocaliser                     | 2013      | Image manquante Téléverser                                                                  |
|               | Temple de la paroisse El Calvario                                                                | Medellín                                                                                 | | à géolocaliser                     | 1993      | Temple de la paroisse El Calvario                                                           |
|               | Église du Sacré-Cœur-de-Jésus (Medellín)                                                         | Medellín                                                                                 | | à géolocaliser                     | 1998      | Église du Sacré-Cœur-de-Jésus (Medellín)                                                    |
|               | Bâtiment de biochimie et de nutrition de la faculté de médecine de l'université d'Antioquia      | Medellín                                                                                 | | à géolocaliser                     | 1998      | Bâtiment de biochimie et de nutrition de la faculté de médecine de l'université d'Antioquia |
|               | Bâtiment de morphologie et d'anatomie de la faculté de médecine l'université d'Antioquia         | Medellín                                                                                 | | à géolocaliser                     | 1998      | Bâtiment de morphologie et d'anatomie de la faculté de médecine l'université d'Antioquia    |
|               | Bâtiment de la bibliothèque centrale de l'université d'Antioquia                                 | Medellín                                                                                 | | à géolocaliser                     | 1998      | Bâtiment de la bibliothèque centrale de l'université d'Antioquia                            |
|               | Faculté de mines de l'Université Nationale (es)                                                  | Medellín                                                                                 | | à géolocaliser                     | 1995      | Faculté de mines de l'Université Nationale (es)                                             |
|               | Zonas Arqueológicas en la Cuenca Alta de la Quebrada Piedras Blancas                             | Medellín, Santa Elena                                                                    | | à géolocaliser                     | 1998      | Image manquante Téléverser                                                                  |
|               | Chapelle Notre-Dame de la Candelaria Église de Sabaletas                                         | Montebello                                                                               | Corregimiento Sabaletas | 5° 55′ 01″ nord, 75° 32′ 49″ ouest | 1984      | Chapelle Notre-Dame de la CandelariaÉglise de Sabaletas                                     |
|               | Gare ferroviaire de Cabañas                                                                      | Puerto Berrío                                                                            | | 6° 24′ 00″ nord, 74° 37′ 00″ ouest | 1996      | Image manquante Téléverser                                                                  |
|               | Gare ferroviaire de Los Monos                                                                    | Puerto Berrío                                                                            | | 6° 24′ nord, 74° 42′ ouest         | 1996      | Image manquante Téléverser                                                                  |
|               | Gare ferroviaire de Calera                                                                       | Puerto Berrío                                                                            | | à géolocaliser                     | 1996      | Image manquante Téléverser                                                                  |
|               | Gare ferroviaire de Cristalina                                                                   | Puerto Berrío                                                                            | | 6° 25′ 00″ nord, 74° 35′ 00″ ouest | 1996      | Image manquante Téléverser                                                                  |
|               | Gare ferroviaire de Grecia                                                                       | Puerto Berrío                                                                            | | 6° 27′ 57″ nord, 74° 24′ 55″ ouest | 1996      | Image manquante Téléverser                                                                  |
|               | Gare ferroviaire de Malena                                                                       | Puerto Berrío                                                                            | | 6° 26′ 14″ nord, 74° 29′ 31″ ouest | 1996      | Image manquante Téléverser                                                                  |
|               | Gare ferroviaire P/N del Puerto                                                                  | Puerto Berrío                                                                            | | à géolocaliser                     | 1996      | Image manquante Téléverser                                                                  |
|               | Gare ferroviaire de Puerto Berrío                                                                | Puerto Berrío                                                                            | | à géolocaliser                     | 1996      | Image manquante Téléverser                                                                  |
|               | Gare ferroviaire de Sabaletas                                                                    | Puerto Berrío                                                                            | | 6° 25′ 00″ nord, 74° 35′ 00″ ouest | 1996      | Image manquante Téléverser                                                                  |
|               | Gare ferroviaire de Virginias                                                                    | Puerto Berrío                                                                            | | à géolocaliser                     | 1996      | Image manquante Téléverser                                                                  |
|               | Hôtel Magdalena                                                                                  | Puerto Berrío                                                                            | | à géolocaliser                     | 2004      | Image manquante Téléverser                                                                  |
|               | Gare ferroviaire d'Argelia                                                                       | Puerto Nare                                                                              | | à géolocaliser                     | 1996      | Image manquante Téléverser                                                                  |
|               | Gare ferroviaire de Nápoles                                                                      | Puerto Nare                                                                              | | à géolocaliser                     | 1996      | Image manquante Téléverser                                                                  |
|               | Gare ferroviaire de Puerto Nare                                                                  | Puerto Nare                                                                              | | à géolocaliser                     | 1996      | Image manquante Téléverser                                                                  |
|               | Gare ferroviaire de Cocorná                                                                      | Puerto Triunfo                                                                           | | à géolocaliser                     | 1996      | Image manquante Téléverser                                                                  |
|               | Gare ferroviaire de Puerto Pita                                                                  | Puerto Triunfo                                                                           | | à géolocaliser                     | 1996      | Image manquante Téléverser                                                                  |
|               | Gare ferroviaire de Puerto Triunfo                                                               | Puerto Triunfo                                                                           | | à géolocaliser                     | 1996      | Image manquante Téléverser                                                                  |
|               | Gare ferroviaire de Totumos                                                                      | Puerto Triunfo                                                                           | Monument détruit | à géolocaliser                     | 1996      | Image manquante Téléverser                                                                  |
|               | Vieux quartier de Rionegro                                                                       | Rionegro                                                                                 | | à géolocaliser                     | 1963      | Vieux quartier de Rionegro                                                                  |
|               | Maison natale du Docteur José Félix de Restrepo                                                  | Sabaneta                                                                                 | | à géolocaliser                     | 1975      | Image manquante Téléverser                                                                  |
|               | Gare ferroviaire de Caramanta                                                                    | San Roque                                                                                | | à géolocaliser                     | 1996      | Image manquante Téléverser                                                                  |
|               | Gare ferroviaire de Conejo                                                                       | San Roque                                                                                | | à géolocaliser                     | 1996      | Image manquante Téléverser                                                                  |
|               | Gare ferroviaire de Guacharacas                                                                  | San Roque                                                                                | | à géolocaliser                     | 1996      | Image manquante Téléverser                                                                  |
|               | Gare ferroviaire de Neftalí Sierra                                                               | San Roque                                                                                | | à géolocaliser                     | 1996      | Image manquante Téléverser                                                                  |
|               | Gare ferroviaire de San Jorge                                                                    | San Roque                                                                                | | à géolocaliser                     | 1996      | Image manquante Téléverser                                                                  |
|               | Gare ferroviaire de Providencia                                                                  | San Roque                                                                                | | à géolocaliser                     | 1996      | Image manquante Téléverser                                                                  |
|               | Gare ferroviaire de San José de Nuestra Señora                                                   | San Roque                                                                                | | à géolocaliser                     | 1996      | Image manquante Téléverser                                                                  |
|               | Gare ferroviaire de Santa Bárbara                                                                | Santa Bárbara                                                                            | | à géolocaliser                     | 1996      | Image manquante Téléverser                                                                  |
|               | Gare ferroviaire de La Pintada                                                                   | Santa Bárbara                                                                            | | à géolocaliser                     | 1996      | Image manquante Téléverser                                                                  |
|               | Vieux quartier de la ville de Santa Fe de Antioquia                                              | Santa Fe de Antioquia                                                                    | | à géolocaliser                     | 1959 1960 | Vieux quartier de la ville de Santa Fe de Antioquia                                         |
|               | Pont de l'Occident                                                                               | Santa Fe de Antioquia, Olaya                                                             | | 6° 34′ 40″ nord, 75° 47′ 54″ ouest | 1978      | Pont de l'Occident                                                                          |
|               | Maison de Tomás Carrasquilla                                                                     | Santo Domingo                                                                            | | à géolocaliser                     | 1988      | Maison de Tomás Carrasquilla                                                                |
|               | Tunnel de La Quiebra                                                                             | Santo Domingo                                                                            | | à géolocaliser                     | 1999      | Tunnel de La Quiebra                                                                        |
|               | Gare ferroviaire de Botero                                                                       | Santo Domingo                                                                            | | à géolocaliser                     | 1996      | Gare ferroviaire de Botero                                                                  |
|               | Gare ferroviaire de Porce                                                                        | Santo Domingo                                                                            | | à géolocaliser                     | 1996      | Gare ferroviaire de Porce                                                                   |
|               | Gare ferroviaire de Porcecito                                                                    | Santo Domingo                                                                            | | à géolocaliser                     | 1996      | Image manquante Téléverser                                                                  |
|               | Gare ferroviaire de Santiago                                                                     | Santo Domingo                                                                            | | à géolocaliser                     | 1996      | Gare ferroviaire de Santiago                                                                |
|               | Gare ferroviaire de Santo Domingo                                                                | Santo Domingo                                                                            | | à géolocaliser                     | 1996      | Image manquante Téléverser                                                                  |
|               | Gare ferroviaire de La Miel                                                                      | Sonsón                                                                                   | | à géolocaliser                     | 1996      | Image manquante Téléverser                                                                  |
|               | Gare ferroviaire de Tarso                                                                        | Tarso                                                                                    | | 5° 53′ 00″ nord, 75° 47′ 00″ ouest | 1996      | Image manquante Téléverser                                                                  |
|               | Cirque-théâtre Girardot                                                                          | Titiribí                                                                                 | | à géolocaliser                     | 1998      | Cirque-théâtre Girardot                                                                     |
|               | Gare ferroviaire de San Julián                                                                   | Venecia                                                                                  | | 6° 01′ 00″ nord, 75° 45′ 00″ ouest | 1996      | Image manquante Téléverser                                                                  |
|               | Gare ferroviaire de Venecia                                                                      | Venecia                                                                                  | | 6° 00′ 00″ nord, 75° 44′ 00″ ouest | 1996      | Image manquante Téléverser                                                                  |
|               | Gare ferroviaire de Bolombolo                                                                    | Venecia                                                                                  | | à géolocaliser                     | 1996      | Image manquante Téléverser                                                                  |
|               | Gare ferroviaire de Tulio Ospina                                                                 | Venecia                                                                                  | | 5° 59′ 00″ nord, 75° 50′ 00″ ouest | 1996      | Image manquante Téléverser                                                                  |
|               | Gare ferroviaire de Sofía                                                                        | Yolombó                                                                                  | | 6° 33′ 00″ nord, 75° 01′ 00″ ouest | 1996      | Image manquante Téléverser                                                                  |